# 豫師
豫师（1825年—1906年），字锡之，号矩門，本姓刘，内务府汉军鑲黃旗人。晚清官员，进士出身。

## 生平
豫师为咸豐元年(1851)辛亥恩科舉人，咸丰二年（1852年）进士，历任内阁中书、国史馆校对等职。咸丰九年（1859年）出任山东道监察御史，改陕西道监察御史。同治元年（1861年）代理兰州知府。三年（1864年）升任平涼知府。五年（1866年）升為安肃道道尹，又调兰州道。九年（1870年），升任西宁办事大臣，协助左宗棠镇压河湟回族反清运动。光绪四年（1878年）调乌鲁木齐都统。廿五年（己亥年）十二月二十四日（1900年1月24日），慈禧太后企圖为光绪皇帝收繼義子溥儁的己亥立储，徐桐力主支持，其实幕後为豫师之谋划。以讲学而被徐桐赏识，曾協助己亥立储事件。《清史稿：列传二百五十二》卷465有传。
著有《四書解會》、《漢學商兌贅言》、《豫师青海奏稿》、《险异录图说》（支恒荣序）、《周易研幾》等。
豫师故居在北京西城石驸马后宅（今文华胡同）。

## 家庭
- 祖父劉淳，内務府郎中兼回子佐領。
- 父敏惪，嘉慶己巳恩科進士。
- 胞叔敏遜，乾隆四十八年（1783）癸卯科武举人。其子道光壬午恩科進士豫益。
- 胞叔敏和，乾隆四十八年（1783）癸卯科武举人，与兄敏遜同榜。
- 胞叔銘慎。其子豫堃，内务府正黄旗旗鼓佐领、咸安宫总管、苏州织造、廣東粤海關監督。
- 姑母劉佳氏，嫁宗室綿爵（父宗室永化，祖父散秩大臣、鑲藍旗漢軍都統宗室弘暟，曾祖恂勤郡王允禵即康熙帝第十四子）。
- 胞兄豫震，圆明园苑丞。
- 嫡堂兄豫晉。妻郝氏（父镶黄旗汉军郝寧安，曾祖吏部尚书郝玉麟）。

## 外部連結
- 豫師 （页面存档备份，存于） 中研院史語所